# Pandemia de COVID-19 en Áncash
El primer caso de la pandemia de COVID-19 en Áncash, departamento del Perú, se confirmó el 15 de marzo, cuando un hombre de 41 años que había viajado a Italia dio positivo. El primer fallecimiento fue anunciado el día 18 de marzo.

## Cronología

### 2020: Brote inicial, crecimiento exponencial y primera ola

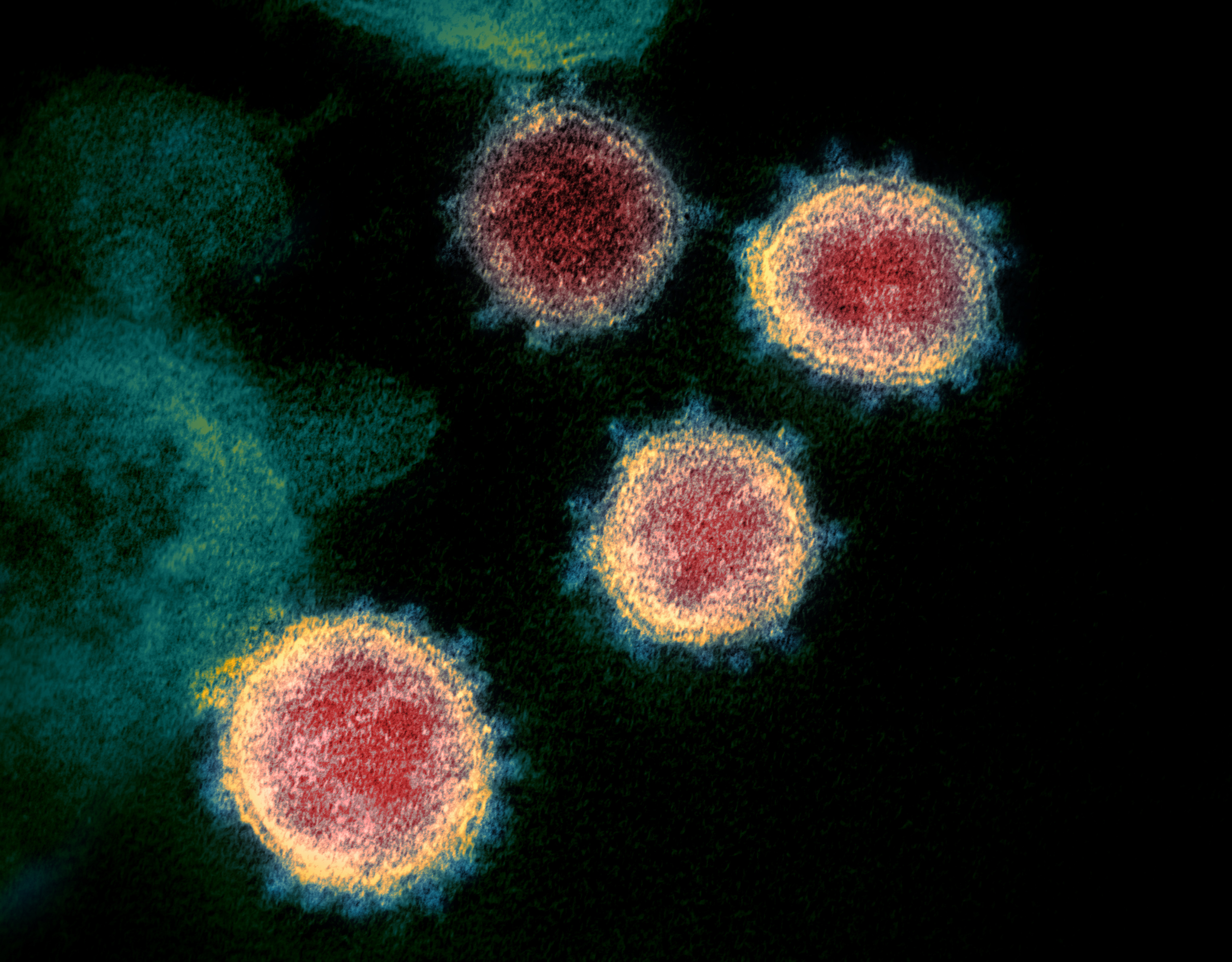
Imagen del SARS-CoV-2 captada a través de un microscopio electrónico de transmisión del Instituto Nacional de Alergias y Enfermedades Infecciosas.

Casos sospechosos
Primeros casos

## Contexto
El 15 de marzo, el Gobierno del Perú decretó «estado de emergencia» y «aislamiento social obligatorio» (cuarentena) a nivel nacional que regiría desde las 00:00 horas del 16 de marzo por un periodo de 15 días, incluyendo el «toque de queda» nocturno y dominical que fue establecida el 18 de marzo. Estas medidas fueron recurrentemente extendidas hasta en cinco oportunidades, llegando a ampliarse hasta finales de junio. El 26 de junio, el gobierno amplió nuevamente el estado de emergencia hasta el 31 de julio, pero esta vez la cuarentena general fue cambiada por un «aislamiento social focalizado» para menores de 14 y mayores de 65 años, sin embargo, el departamento de Áncash continúo en aislamiento social obligatorio junto con otros seis departamentos más.

## Epidemiología
| Provincia                 | Casos  | %      | Recuperados | Muertes | Letalidad (%) | Distritos afectados |
| ------------------------- | ------ | ------ | ----------- | ------- | ------------- | ------------------- |
| Santa                     | 16 459 | 57.71  | 11 046      | 945     | 5.7           | 9                   |
| Huaraz                    | 5905   | 20.70  | 2830        | 249     | 4.2           | 9                   |
| Casma                     | 1361   | 4.77   | 1017        | 53      | 3.9           | 4                   |
| Huaylas                   | 1133   | 3.97   | 701         | 17      | 1.5           | 10                  |
| Huarmey                   | 1040   | 3.65   | 561         | 34      | 3.3           | 3                   |
| Carhuaz                   | 361    | 1.27   | 209         | 13      | 3.6           | 11                  |
| Huari                     | 353    | 1.24   | 155         | 10      | 2.8           | 15                  |
| Yungay                    | 335    | 1.17   | 180         | 14      | 4.2           | 8                   |
| Bolognesi                 | 299    | 1.05   | 259         | 4       | 1.3           | 7                   |
| Recuay                    | 258    | 0.90   | 196         | 5       | 1.9           | 8                   |
| Pomabamba                 | 251    | 0.88   | 185         | 2       | 0.8           | 4                   |
| Sihuas                    | 126    | 0.44   | 82          | 3       | 2.4           | 9                   |
| Ocros                     | 120    | 0.42   | 111         | 3       | 2.5           | 9                   |
| Aija                      | 117    | 0.41   | 88          | 0       | 0.0           | 5                   |
| Mariscal Luzuriaga        | 93     | 0.33   | 67          | 0       | 0.0           | 7                   |
| Antonio Raimondi          | 91     | 0.32   | 27          | 0       | 0.0           | 5                   |
| Carlos Fermín Fitzcarrald | 84     | 0.29   | 12          | 1       | 1.2           | 3                   |
| Corongo                   | 52     | 0.18   | 47          | 0       | 0.0           | 5                   |
| Pallasca                  | 52     | 0.18   | 42          | 0       | 0.0           | 6                   |
| Asunción                  | 30     | 0.11   | 22          | 0       | 0.0           | 2                   |
| Total                     | 28 520 | 100.00 | 17 837      | 1353    | 4.7           | 138                 |

### Grupo etario
- Actualizado al 26 de setiembre de 2020

Fuente: Oficina de epidemiología, Dirección Regional de Salud.

### Muestras
- Actualizado al 26 de setiembre de 2020

| Resultado | PCR    | Serológica | Total   |
| --------- | ------ | ---------- | ------- |
| Positivo  | 3 156  | 30 631     | 33 787  |
| Negativo  | 13 113 | 190 613    | 203 726 |
| Pendiente | 323    | -          | 323     |
| Total     | 11 792 | 221 244    | 237 836 |

Fuente: SISCOVID, NETLAB2 (INS), NOTIWEB.

## Estadísticas
- Nota: Las gráficas presentadas aquí solo son visibles por computadoras y algunos teléfonos. Si en su celular no se puede visualizar, cambie a modo escritorio desde su navegador.
- Los datos cooficiales proporcionados por el gobierno regional son actualizados hasta las 12:00 h del día anterior de su publicación.
- Los datos oficiales proporcionados por el gobierno son actualizados hasta las 22:00 h del día anterior de su publicación.

### Mapas
|                                            |
| Muertos confirmados por provincia (MINSA). |

|                                        |
| Casos per cápita por provincia (MINSA) |

|                                          |
| Muertos per cápita por provincia (MINSA) |

|                                  |
| Casos de COVID-19 por distritos. |